# Sainte-Scolasse-sur-Sarthe
Sainte-Scolasse-sur-Sarthe est une commune française, située dans le département de l'Orne en région Normandie.

## Géographie

### Localisation
La commune, située sur l’axe Alençon/L’Aigle et Mortagne-au-Perche/Sées, se trouve à la limite de trois régions naturelles : Le Perche, le Pays d'Ouche et les Plaines

### Communes limitrophes
Les communes limitrophes sont  Bures, Champeaux-sur-Sarthe, Courtomer, Laleu, Le Plantis, Montchevrel et Saint-Aubin-de-Courteraie.

### Géologie et relief
La superficie de la commune est de 13,88 km2 ; son altitude varie de 158  à   221 mètres.

### Hydrographie
La commune est située dans le bassin Loire-Bretagne. Elle est drainée par la Sarthe, un bras de la Sarthe, la Fresbee, le ruisseau des Petits touvois, la Boulaye et le ruisseau de la Chitière,.
La Sarthe constitue la limite est du territoire communal. D'une longueur de 314 km, elle prend sa source dans la commune de Soligny-la-Trappe, au hameau de Somsarthe, c'est-à-dire "sommet de la Sarthe", à une altitude de 250 mètres. Sur une grande partie de son cours, elle marque alors la limite entre les départements de l'Orne et de la Sarthe et conflue avec la Mayenne à Angers à une altitude de 15 mètres, pour former la Maine. 
Un plan d'eau complète le réseau hydrographique : l'étang de Glapion (0,92 ha),.

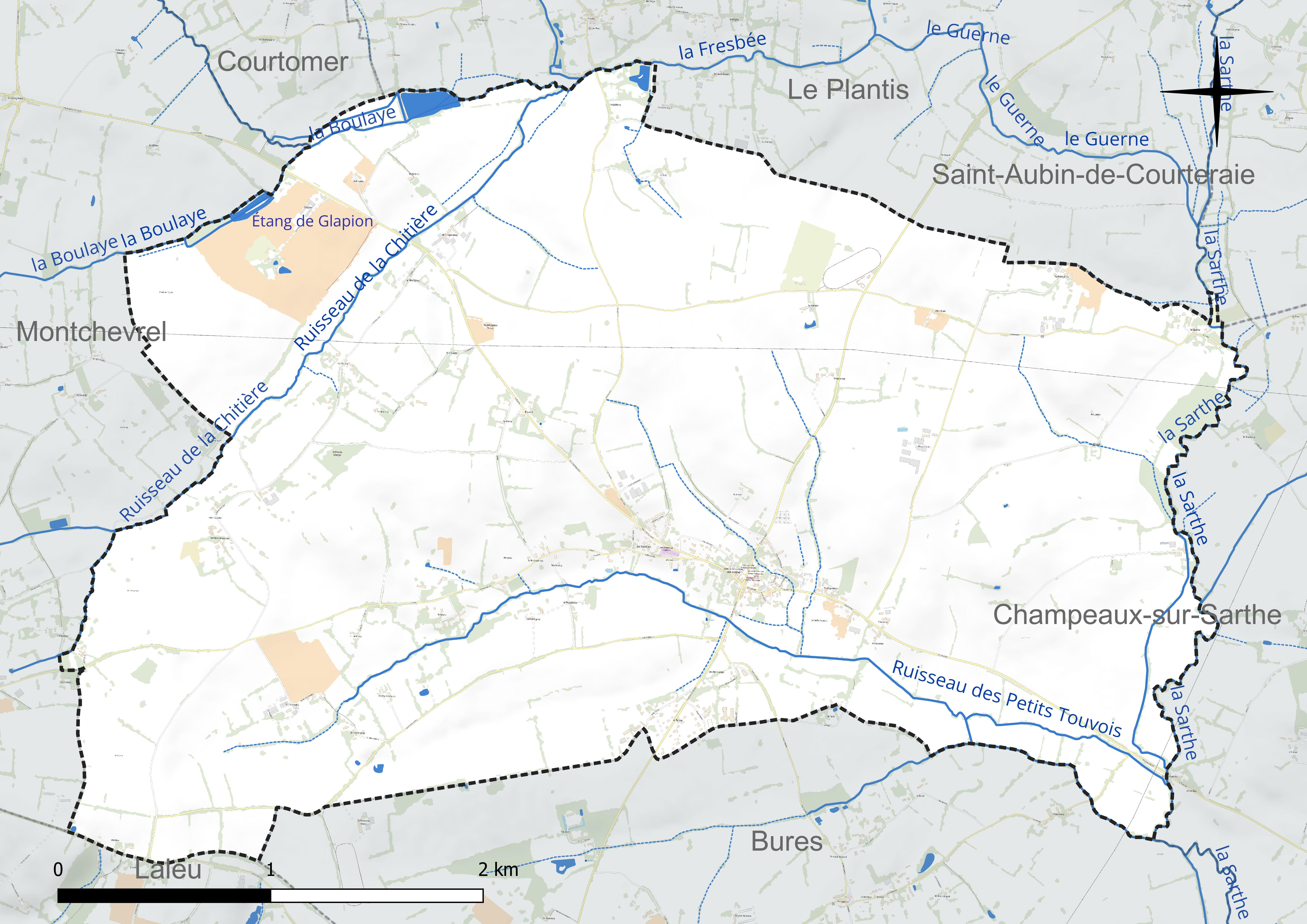
Réseau hydrographique de Sainte-Scolasse-sur-Sarthe.

### Climat
Le climat qui caractérise la commune est qualifié, en 2010, de « climat océanique dégradé des plaines du Centre et du Nord », selon la typologie des climats de la France qui compte alors huit grands types de climats en métropole. En 2020, la commune ressort du type « climat océanique altéré » dans la classification établie par Météo-France, qui ne compte désormais, en première approche, que cinq grands types de climats en métropole. Il s’agit d’une zone de transition entre le climat océanique, le climat de montagne et le climat semi-continental. Les écarts de température entre hiver et été augmentent avec l'éloignement de la mer. La pluviométrie est plus faible qu'en bord de mer, sauf aux abords des reliefs.
Les paramètres climatiques qui ont permis d’établir la typologie de 2010 comportent six variables pour les températures et huit pour les précipitations, dont les valeurs correspondent à la normale 1971-2000. Les sept principales variables caractérisant la commune sont présentées dans l'encadré ci-après.
| Paramètres climatiques communaux sur la période 1971-2000 - Moyenne annuelle de température : 10,2 °C - Nombre de jours avec une température inférieure à −5 °C : 3,1 j - Nombre de jours avec une température supérieure à 30 °C : 2,4 j - Amplitude thermique annuelle : 14,4 °C - Cumuls annuels de précipitation : 758 mm - Nombre de jours de précipitation en janvier : 12 j - Nombre de jours de précipitation en juillet : 7,9 j |

Avec le changement climatique, ces variables ont évolué. Une étude réalisée en 2014 par la Direction générale de l'Énergie et du Climat complétée par des études régionales prévoit en effet que la  température moyenne devrait croître et la pluviométrie moyenne baisser, avec toutefois de fortes variations régionales. La station météorologique de Météo-France installée sur la commune et en service de 1972 à 2009 permet de connaître l'évolution des indicateurs météorologiques. Le tableau détaillé pour la période 1981-2010 est présenté ci-après.
| Mois                                  | jan.           | fév.             | mars             | avril           | mai             | juin            | jui.            | août           | sep.            | oct.            | nov.          | déc.           | année     |
| ------------------------------------- | -------------- | ---------------- | ---------------- | --------------- | --------------- | --------------- | --------------- | -------------- | --------------- | --------------- | ------------- | -------------- | --------- |
| Température minimale moyenne (°C)     | 1              | 0,6              | 2,6              | 4               | 7,5             | 10,2            | 11,9            | 11,7           | 9,2             | 7               | 3,4           | 1,4            | 5,9       |
| Température moyenne (°C)              | 3,8            | 4,2              | 7                | 9,2             | 12,9            | 15,8            | 17,8            | 17,7           | 14,7            | 11,2            | 6,7           | 4,1            | 10,5      |
| Température maximale moyenne (°C)     | 6,6            | 7,8              | 11,3             | 14,3            | 18,3            | 21,5            | 23,7            | 23,8           | 20,2            | 15,3            | 10,1          | 6,9            | 15        |
| Record de froid (°C) date du record   | −20 17.01.1985 | −13,5 10.02.1986 | −10,5 04.03.1986 | −5,9 04.04.1973 | −5,1 05.05.1979 | −1,5 04.06.1991 | 2,5 04.07.1984  | 0,6 28.08.1974 | −1 12.09.1972   | −4,1 24.10.1983 | −9 23.11.1993 | −11 29.12.1996 | −20 1985  |
| Record de chaleur (°C) date du record | 16,1 27.01.03  | 18,8 14.02.1998  | 22,5 19.03.05    | 27,3 22.04.1984 | 32,4 07.05.1976 | 37,7 30.06.1976 | 37,8 02.07.1976 | 38,1 06.08.03  | 33,2 04.09.1973 | 26,6 01.10.1985 | 20 03.11.1972 | 16,1 07.12.00  | 38,1 2003 |
| Précipitations (mm)                   | 77             | 55,9             | 61,3             | 57,6            | 68,2            | 52,2            | 64,7            | 46,5           | 59,7            | 78              | 72,7          | 84,6           | 778,4     |

## Urbanisme

### Typologie
Au 1er janvier 2024, Sainte-Scolasse-sur-Sarthe est catégorisée commune rurale à habitat dispersé, selon la nouvelle grille communale de densité à sept niveaux définie par l'Insee en 2022.
Elle est située hors unité urbaine et hors attraction des villes,.

### Occupation des sols

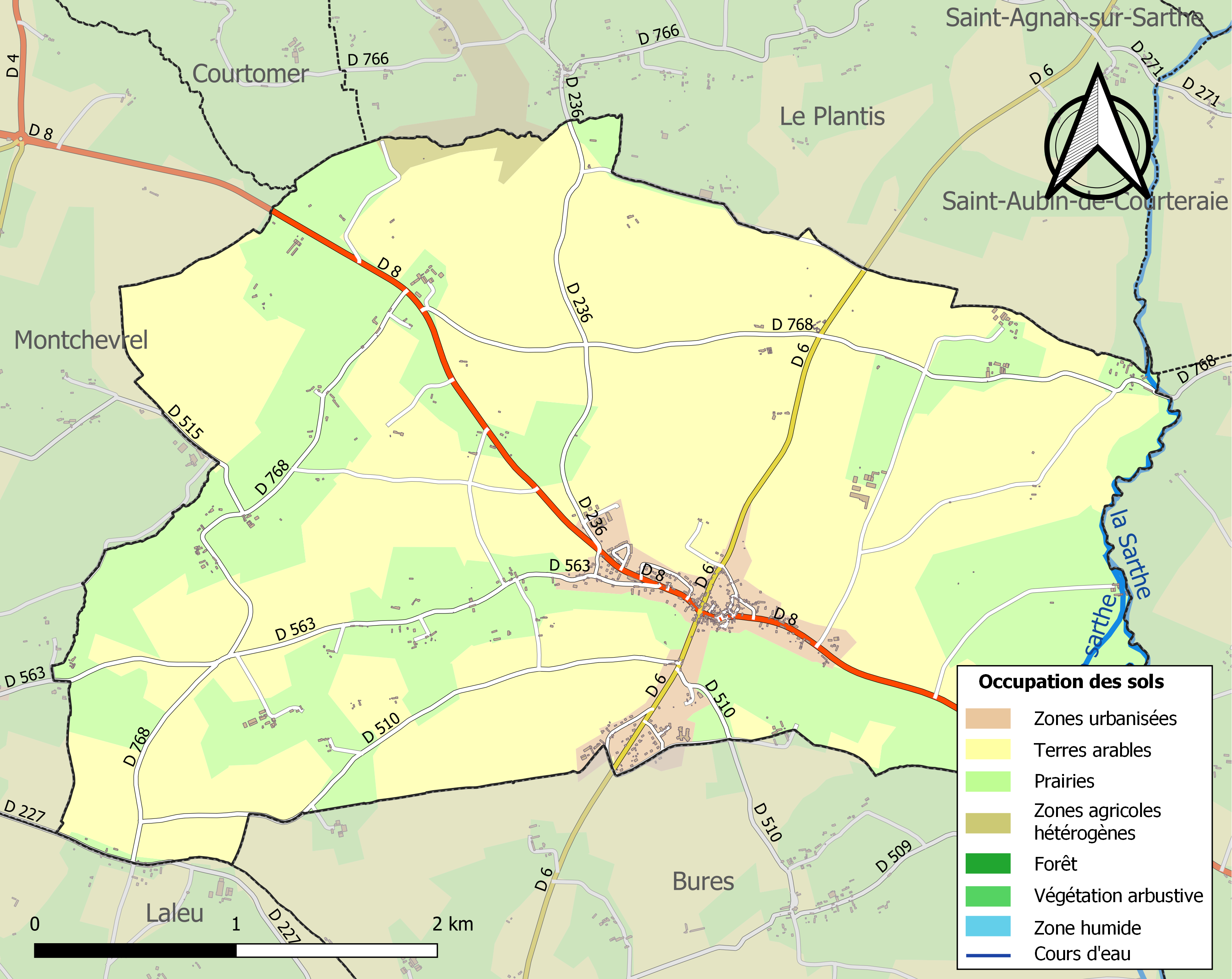
Carte des infrastructures et de l'occupation des sols de la commune en 2018 (CLC).

L'occupation des sols de la commune, telle qu'elle ressort de la base de données européenne d’occupation biophysique des sols Corine Land Cover (CLC), est marquée par l'importance des territoires agricoles (96 % en 2018), une proportion identique à celle de 1990 (96 %). La répartition détaillée en 2018 est la suivante : 
terres arables (61 %), prairies (34,4 %), zones urbanisées (4 %), zones agricoles hétérogènes (0,6 %). L'évolution de l’occupation des sols de la commune et de ses infrastructures peut être observée sur les différentes représentations cartographiques du territoire : la carte de Cassini (XVIIIe siècle), la carte d'état-major (1820-1866) et les cartes ou photos aériennes de l'IGN pour la période actuelle (1950 à aujourd'hui).

### Habitat et logement
En 2020, le nombre total de logements dans la commune était de 360, alors qu'il était de 363 en 2015 et de 352 en 2010.
Parmi ces logements, 80,8 % étaient des résidences principales, 7,2 % des résidences secondaires et 11,9 % des logements vacants. Ces logements étaient pour 80,6 % d'entre eux des maisons individuelles et pour 8,6 % des appartements.
Le tableau ci-dessous présente la typologie des logements à Sainte-Scolasse-sur-Sarthe en 2020 en comparaison avec celle de l'Orne et de la France entière. Une caractéristique marquante du parc de logements est ainsi la faible proportion des résidences secondaires et logements occasionnels (7,2 %) par rapport au département (10,6 %) et à la France entière (9,7 %).
| Typologie                                               | Sainte-Scolasse-sur-Sarthe | Orne | France entière |
| ------------------------------------------------------- | -------------------------- | ---- | -------------- |
| Résidences principales (en %)                           | 80,8                       | 78,4 | 82,1           |
| Résidences secondaires et logements occasionnels (en %) | 7,2                        | 10,6 | 9,7            |
| Logements vacants (en %)                                | 11,9                       | 11,1 | 8,2            |

## Toponymie
Le nom de la paroisse est attesté sous les formes Sancta Scolastica en 1050, Sainte Escoiasse en 1403 (traité comme *Scholastia).
L'église est dédiée à Scholastique de Nursie.
La Sarthe est une rivière qui coule dans les quatre départements de l'Orne, de la Mayenne, de la Sarthe et de Maine-et-Loire, dans les deux régions de Normandie et des Pays de la Loire.
Au cours de la période révolutionnaire de la Convention nationale (1792-1795), la commune a porté le nom de Plaine-sur-Sarthe.

## Histoire
Paroisse créée en 1097, Sainte-Scolasse possédait déjà en 1050 une forteresse importante qui appartint au comte de Gloucester et au roi d'Angleterre Henri II et est détruite vers 1150.
Le prieuré Saint-Nicolas fondé par Robert, comte de Mortain est donné à l'abbaye de Grestain de l'ordre de Saint-Benoît en 1167. Sur son territoire existaient la commanderie des Templiers (au lieu-dit Villedieu) et les châteaux de Glapion et de la Haye.

## Politique et administration

### Rattachements administratifs et électoraux

#### Rattachements administratifs
La commune se trouve dans l'arrondissement d'Alençon du département de l'Orne.
Elle faisait partie depuis 1793 du canton de Courtomer. Dans le cadre du redécoupage cantonal de 2014 en France, cette circonscription administrative territoriale a disparu, et le canton n'est plus qu'une circonscription électorale.

#### Rattachements électoraux
Pour les élections départementales, la commune fait partie depuis 2014 du canton d'Écouves
Pour l'élection des députés, elle fait partie de la première circonscription de l'Orne.

### Intercommunalité
Sainte-Scolasse-sur-Sarthe était membre de la petite communauté de communes du Pays Mêlois, un établissement public de coopération intercommunale (EPCI) à fiscalité propre créé en 1994 et auquel la commune avait transféré un certain nombre de ses compétences, dans les conditions déterminées par le code général des collectivités territoriales.
Conformément aux prescriptions de la loi de réforme des collectivités territoriales du 16 décembre 2010, qui a prévu le renforcement et la simplification des intercommunalités et la constitution de structures intercommunales de grande taille, cette intercommunalité a fusionné avec sa voisine pour former, le 1er janvier 2017, la communauté de communes de la Vallée de la Haute Sarthe, dont est désormais membre la commune.

### Liste des maires
| Période                                  | Période                     | Identité        | Étiquette | Qualité                                                                                   |
| ---------------------------------------- | --------------------------- | --------------- | --------- | ----------------------------------------------------------------------------------------- |
| Les données manquantes sont à compléter. |                             |                 |           |                                                                                           |
|                                          |                             |                 |           |                                                                                           |
| mai 1983                                 | mars 2008                   | Yvette Trassard | SE        | Ancienne contrôleuse des impôts au Trésor Public Chevalière de l’Ordre national du mérite |
| mars 2008                                | 2020                        | Alain Belloche  | SE        | Agriculteur                                                                               |
| mai 2020                                 | En cours (au 25 avril 2024) |                 |           | Employée retraitée Réélue en avril 2024 après des élections municipales partielles,       |

## Démographie
L'évolution du nombre d'habitants est connue à travers les recensements de la population effectués dans la commune depuis 1793. Pour les communes de moins de 10 000 habitants, une enquête de recensement portant sur toute la population est réalisée tous les cinq ans, les populations de référence des années intermédiaires étant quant à elles estimées par interpolation ou extrapolation. Pour la commune, le premier recensement exhaustif entrant dans le cadre du nouveau dispositif a été réalisé en 2005.

En 2022, la commune comptait 584 habitants, en évolution de −6,11 % par rapport à 2016 (Orne : −3,21 %, France hors Mayotte : +2,11 %).
| 1793 | 1800 | 1806 | 1821 | 1836  | 1841  | 1846  | 1851 | 1856 |
| ---- | ---- | ---- | ---- | ----- | ----- | ----- | ---- | ---- |
| 880  | 942  | 963  | 939  | 1 007 | 1 005 | 1 015 | 940  | 921  |

| 1861 | 1866 | 1872 | 1876 | 1881 | 1886 | 1891 | 1896 | 1901 |
| ---- | ---- | ---- | ---- | ---- | ---- | ---- | ---- | ---- |
| 873  | 852  | 800  | 807  | 751  | 740  | 700  | 637  | 614  |

| 1906 | 1911 | 1921 | 1926 | 1931 | 1936 | 1946 | 1954 | 1962 |
| ---- | ---- | ---- | ---- | ---- | ---- | ---- | ---- | ---- |
| 628  | 610  | 518  | 507  | 516  | 511  | 513  | 512  | 507  |

| 1968 | 1975 | 1982 | 1990 | 1999 | 2005 | 2006 | 2010 | 2015 |
| ---- | ---- | ---- | ---- | ---- | ---- | ---- | ---- | ---- |
| 478  | 520  | 527  | 538  | 538  | 583  | 597  | 550  | 624  |

| 2020 | 2022 | - | - | - | - | - | - | - |
| ---- | ---- | - | - | - | - | - | - | - |
| 586  | 584  | - | - | - | - | - | - | - |

## Culture locale et patrimoine

### Lieux et monuments
- Église Sainte-Scolasse.
- Glapion, reste d'un château[29].

### Personnalités liées à la commune
- Robert FitzHamon († 1107), seigneur de Gloucester (en Angleterre), Glamorgan (Pays de Galles), Évrecy et Sainte-Scolasse-sur-Sarthe.
- Robert de Gloucester († 1147), fils illégitime du roi Henri Ier d'Angleterre, seigneur de Gloucester, Glamorgan, Évrecy et Sainte-Scolasse-sur-Sarthe.